# Мартиросян, Григорий Игоревич
Григорий Игоревич Мартирося́н (арм. Գրիգորի Մարտիրոսյան, род. 14 ноября 1978, Степанакерт, НКАО, Азербайджанская ССР, СССР) — Государственный министр непризнанной Нагорно-Карабахской Республики (НКР) с 6 июня 2018 года до 28 мая 2021 года. Министр финансов НКР с 4 января 2021 года до 28 мая 2021 года. Кандидат экономических наук.

## Образование
- 1999 — с отличием окончил бакалавриат экономического факультета Арцахского государственного университета.
- 2001 — с отличием окончил магистратуру экономического факультета Ереванского государственного университета.
- 2004 — окончил аспирантуру экономического факультета Ереванского государственного университета.
- В 2004 году защитил диссертацию и стал кандидатом экономических наук.

## Трудовая деятельность
- 1998—1999 — работал в государственном управлении по статистике, государственному регистру и анализу в качестве экономиста первой категории.
- 2000—2005 — работал в агентстве по государственным закупкам при Правительстве Республики Армения в качестве ведущего специалиста.
- 2005—2007 — работал в министерстве финансов и экономики Республики Армения в качестве главного специалиста.
- 2007 — назначен заместителем начальника государственной некоммерческой организации «Агентство по государственным закупкам» Нагорно-Карабахской Республики.
- 2008 — назначен заместителем министра финансов Нагорно-Карабахской Республики.
- 2015 — назначен первым заместителем министра финансов Нагорно-Карабахской Республики.
- 2010 — начал преподавать в Арцахском государственном университете.
- 25 сентября 2017 — Указом президента НКР назначен министром финансов НКР.
- 6 июня 2018 — Указом президента НКР назначен государственным министром НКР.

## Награды и звания
- Награждён медалью «Ананиа Ширакаци» и памятной медалью премьер-министра НКР.